# Теллурид дисеребра
Теллурид дисеребра — бинарное неорганическое соединение
серебра и теллура с формулой Ag2Te,
серые или чёрные кристаллы,
не растворяется в воде.

## Получение
- В природе встречается минерал гессит — Ag2Te с примесями Au и Pb[2].
- Нагревание стехиометрических количеств чистых веществ:

{\displaystyle {\mathsf {2Ag+Te\ {\xrightarrow {960^{o}C}}\ Ag_{2}Te}}}

## Физические свойства
Теллурид дисеребра образует серые или чёрные кристаллы нескольких модификаций:
- α-Ag2Te, моноклинная сингония, пространственная группа P 21/c, параметры ячейки a = 0,652 нм, b = 0,615 нм, c = 0,611 нм, β = 61,25°, существует при температуре ниже 145 °С;
- β-Ag2Te, кубическая сингония, пространственная группа F m3m, параметры ячейки a = 0.6595 нм, Z = 4, существует при температуре 145—802 °С;
- γ-Ag2Te, кубическая сингония, пространственная группа F m3m, параметры ячейки a = 0,529 нм, Z = 2, существует при температуре выше 802 °С[3][4].

Не растворяется в воде.
Соединение конгруэнтно плавится при температуре 960 °С.